# Synolcus dubius
Synolcus dubius là một loài ruồi trong họ Asilidae. Synolcus dubius được Macquart miêu tả năm 1846.